# Magnesiummalat
Magnesiummalat ist eine chemische Verbindung des Magnesiums aus der Gruppe der Malate. In die gleiche Stoffgruppe gehört Dimagnesiummalat (Mg2(OH)2C4H4O5, CAS-Nr. 671197-50-5).

## Eigenschaften
Magnesiummalat ist ein weißer Feststoff, der meist als Dihydrat vorliegt. Das Trihydrat der Verbindung besitzt eine monokline Kristallstruktur.

## Verwendung
Magnesiummalat wird als Nahrungsergänzungsmittel untersucht. In einer Studie mit Laborratten von 2018 wurde eine höhere Bioverfügbarkeit von Magnesiummalat im Vergleich zu Magnesiumacetyltaurat, Magnesiumcitrat, Magnesiumoxid und Magnesiumsulfit festgestellt.